# Tečovice
Tečovice (deutsch Tetschowitz) ist eine Gemeinde in Tschechien. Sie liegt sechs Kilometer westlich von Zlín und gehört zum Okres Zlín.

## Geographie
Tečovice befindet sich in den westlichen Ausläufern des Wisowitzer Berglandes am Übergang zur Obermährischen Senke (Hornomoravský úval). Das Dorf erstreckt sich rechtsseitig der Dřevnice entlang ihres Zuflusses Hostišovka. Nördlich erheben sich die Vinohrádky (301 m), im Osten der Díl (273 m), südöstlich die Tlustá hora (458 m) und der Šternberk (345 m) sowie im Nordwesten der Havránkov (252 m). Westlich des Dorfes liegt das Tal der Racková. Gegen Norden befindet sich an den Vinohrádky ein Sportflugplatz. Südlich führt die Bahnstrecke Otrokovice – Vizovice durch das Tal der Dřevnice; die nächste Bahnstation Zlín-Malenovice liegt anderthalb Kilometer von Tečovice entfernt.
Nachbarorte sind Lhotka im Norden, Chlum im Nordosten, Prštné und Louky im Osten, U Majáku und Březnice im Südosten, Malenovice im Süden, Kvítkovice und Otrokovice im Südwesten, Bahňák im Westen sowie Buňov und Sazovice im Nordwesten.

## Geschichte
Archäologische Funde belegen eine Besiedlung auf dem Gemeindegebiet seit der Altsteinzeit. Die erste schriftliche Erwähnung des Ortes Cetisouicih erfolgte 1141 in einem Besitzverzeichnis des Olmützer Bischofs Heinrich Zdik unter den Gütern der Erzdiözese Přerov. Am Übergang vom 12. zum 13. Jahrhundert bestand auf dem Terrain der Kirche eine durch Wallanlagen geschützte wehrhafte Siedlung. Die nächste urkundliche Überlieferung datiert aus dem Jahre 1307. Zu dieser Zeit bildete Teczowicze eine selbstständige Herrschaft, deren Besitzer der Vladike Buň von Tečovice war. Neben der Feste der Herren von Tečovice befand sich ein Kirchlein, das nach archäologischen Befunden um 1260 errichtet worden ist. Im Zuge der Vereinigung der Herrschaften Tečovice und Malenovice wurde Teczowicze 1350 zur Burg Malenovice untertänig und die Feste Tečovice erlosch zum Ende des 14. Jahrhunderts. Im Jahre 1356 wurde der Ort als Tetcowycz bezeichnet. In diese Zeit fällt auch das Wirken des Priesters Milicz de Teczowicz (1320–1374, Milíč z Tečovic), welcher später nach Kremsier ging und dort unter dem Namen Iohannis Milicii de Cremsier als Prediger wirkte. Die Besitzer der Herrschaft wechselten vielfach. Am 11. August 1470 lagerte König Georg von Podiebrad während des böhmisch-ungarischen Krieges in Tetczowicz. Aus dem Jahre 1492 ist der Ortsname Tetczowicze überliefert. Zu den bedeutendsten Besitzern der Herrschaft gehörten die Herren von Liechtenstein-Kastelkorn. Bis zur Mitte des 19. Jahrhunderts blieb der Ort immer nach Malenovice untertänig.
Nach der Aufhebung der Patrimonialherrschaften bildete Tetšovice / Tetschowitz ab 1850 eine Gemeinde in der Bezirkshauptmannschaft Uherské Hradiště. Ab 1881 wurde das Dorf Cetišovice genannt, der heutige Ortsname Tečovice wurde 1924 eingeführt. Bei der Errichtung des Okres Zlín im Jahre 1935 wurde die Gemeinde diesem zugeordnet. Tečovice wurde 1960 nach Gottwaldov eingemeindet und löste sich am 24. November 1990 von der Stadt, die inzwischen wieder den Namen Zlín trug, los.
Seit 1992 führt die Gemeinde ein Wappen und Banner. Es zeigt auf grünem Feld zwei silberne Sporen, die die Vladiken von Tečovice symbolisieren. Die Muschel nimmt Bezug auf den Ortsheiligen und Kirchpatron.

## Ortsgliederung
Für die Gemeinde Tečovice sind keine Ortsteile ausgewiesen.

## Sehenswürdigkeiten
- Gotische Kirche Jakobus des Älteren, am oberen Ortsausgang, sie entstand um 1260 und wurde in der zweiten Hälfte des 17. Jahrhunderts barock umgestaltet. Das verzierte Portal lässt sich der Bauhütte des Zisterzienserklosters Velehrad zuordnen. Umgeben wird die Kirche von einem ummauerten Friedhof.
- Steinernes Kreuz auf dem Friedhof, geschaffen 1746 als Geschenk eines polnischen Husaren
- Barocke Statue des hl. Valentin aus der Mitte des 18. Jahrhunderts, an der Kirche
- Wegekapelle an der Straße nach Sazovice, errichtet im 18. Jahrhundert
- 600-jährige Linde in der Flur Noviny unterhalb der Kapelle